# عارف قره اوغلان
عارف قره اوغلان (بالتركية: Arif Karaoğlan)‏ هو لاعب كرة قدم تركي في مركز الهجوم، ولد في 21 يناير 1986 في عنتاب في تركيا. شارك مع منتخب تركيا تحت 17 سنة لكرة القدم. أما مع النوادي، فقد لعب مع أيوب سبور وبوروسيا نوينكيرشن ونادي ساربروكن ونوتينغهام فورست.

## وصلات خارجية
- عارف قره اوغلان على موقع اتحاد تركيا (لاعب) (الإنجليزية)
- عارف قره اوغلان على موقع قاعدة بيانات كرة القدم.إي يو (الإنجليزية)
- عارف قره اوغلان على موقع بيانات كرة القدم. دي إي (الألمانية)
- عارف قره اوغلان على موقع عالم كرة القدم.نت (الإنجليزية)